# Múcia Tèrcia
Múcia Tèrcia (Mucia Tertia, segle I aC) va ser una dama romana de finals del període republicà. Era la tercera filla de l'orador i polític Quint Muci Escèvola (cònsol el 95 aC), i de Lèlia, filla de Gai Leli Sapiens. Era cosina de Quint Cecili Metel Celer que va ser cònsol l'any 60 aC, i de Quint Cecili Metel Nepot (cònsol 57 aC).
va ser la tercera esposa de Pompeu Magne, al qual va donar dos fills, Gneu i Sext Pompeu, i una filla, Pompeia.
Múcia havia estat casada abans amb el fill de Gai Mari, mort durant la guerra civil contra Sul·la. Pompeu es va divorciar d'ella quan va tornar de la guerra contra Mitridates VI Eupator (61 aC) acusant-la d'adulteri (es creu que va ser seduïda per Cèsar). Múcia es va tornar a casar, amb Marc Emili Escaure, fillastre del dictador Sul·la, amb qui va ser mare d'un altre fill, Marc Emili Escaure el jove, que més tard va donar suport al seu germanastre Sext Pompeu en el seu enfrontament amb Octavi. L'any 39 aC va anar a Sicília per fer de mediadora entre el seu fill Sext i August. Encara vivia al temps de la batalla d'Àccium (31 aC). August la va tractar sempre amb gran respecte.